# Panar
Panar és un riu del districte de Purnia o Purniah a Bihar, format per la unió de diversos rius procedents del Nepal. Corre primer al sud-est per les comarques de Sultinpur i Haveli Purniah i després al sud, passant prop de Kadba i Hatanda fins a arribar al Ganges. És navegable per bot de fins a 9 tones del Ganges a la rodalia de Purnia (ciutat) i més amunt fins a la frontera amb Nepal, només per barques de fins a 3 tones.